# Ana Cabecinha
Ana Isabel Vermelhudo Cabecinha (ur. 29 kwietnia 1984 w Beji) – portugalska lekkoatletka specjalizująca się w chodzie sportowym.

## Osiągnięcia

### Igrzyska olimpijskie
| Rok  | Miejsce        | Konkurencja   | Pozycja     | Wynik   |
| ---- | -------------- | ------------- | ----------- | ------- |
| 2008 | Pekin          | chód na 20 km | 8. miejsce  | 1:27:46 |
| 2012 | Londyn         | chód na 20 km | 9. miejsce  | 1:28:03 |
| 2016 | Rio de Janeiro | chód na 20 km | 6. miejsce  | 1:29:23 |
| 2021 | Tokio          | chód na 20 km | 20. miejsce | 1:34:08 |
| 2024 | Paryż          | chód na 20 km | 43. miejsce | 1:46:30 |

### Mistrzostwa świata
| Rok  | Miejsce   | Konkurencja   | Pozycja    | Wynik   |
| ---- | --------- | ------------- | ---------- | ------- |
| 2011 | Daegu     | chód na 20 km | 7. miejsce | 1:31:36 |
| 2013 | Moskwa    | chód na 20 km | 8. miejsce | 1:29:17 |
| 2015 | Pekin     | chód na 20 km | 4. miejsce | 1:29:29 |
| 2017 | Londyn    | chód na 20 km | 6. miejsce | 1:28:57 |
| 2019 | Doha      | chód na 20 km | 9. miejsce | 1:36:31 |
| 2022 | Eugene    | chód na 20 km | 9. miejsce | 1:30:29 |
| 2023 | Budapeszt | chód na 20 km | 9. miejsce | 1:28:49 |

### Mistrzostwa Europy
| Rok  | Miejsce   | Konkurencja   | Pozycja    | Wynik   |
| ---- | --------- | ------------- | ---------- | ------- |
| 2010 | Barcelona | chód na 20 km | 8. miejsce | 1:31:48 |
| 2014 | Zurych    | chód na 20 km | 6. miejsce | 1:28:40 |
| 2018 | Berlin    | chód na 20 km | 8. miejsce | 1:29:49 |
| 2022 | Monachium | chód na 20 km | 8. miejsce | 1:31:56 |

### Pozostałe osiągnięcia
- brązowy medal mistrzostw Europy juniorów (Tampere 2003)
- 4 medale mistrzostw ibero-amerykańskich:
  - Huelva 2004 – srebro w chodzie na 10 000 metrów
  - Ponce 2006 – złoto w chodzie na 10 000 metrów
  - San Fernando 2010 – złoto w chodzie na 10 000 metrów
  - La Nucia 2022 – brąz w chodzie na 10 000 metrów
- 4. miejsce podczas młodzieżowych mistrzostw Europy (Erfurt 2005)
- 12. miejsce podczas mistrzostw świata juniorów (Kingston 2002)
- 10. miejsce podczas mistrzostw świata juniorów młodszych (Debreczyn 2001)
- 6. miejsce podczas drużynowych mistrzostw świata w chodzie (Rzym 2016)
- 5. miejsce podczas pucharu Europy w chodzie (Olita 2019)
- 3. miejsce podczas drużynowych mistrzostw Europy w chodzie (Podiebrady 2023)

Wielokrotna mistrzyni i rekordzistka Portugalii oraz reprezentantka kraju w pucharze świata i drużynowych mistrzostw Europy w chodzie sportowym.

## Rekordy życiowe
| Konkurencja                   | Wynik    | Miejsce  | Data             | Uwagi             |
| ----------------------------- | -------- | -------- | ---------------- | ----------------- |
| Chód na 3000 metrów (stadion) | 12:17,50 | Huelva   | 12 czerwca 2014  |                   |
| Chód na 3000 metrów (hala)    | 12:17,93 | Pombal   | 14 lutego 2015   | rekord Portugalii |
| Chód na 5000 metrów           | 21:22,23 | Faro     | 21 marca 2015    |                   |
| Chód na 10 000 metrów         | 43:08,17 | Seixal   | 19 lipca 2008    | rekord Portugalii |
| Chód na 10 kilometrów         | 43:15    | A Coruña | 17 września 2011 |                   |
| Chód na 20 kilometrów         | 1:27:46  | Pekin    | 21 sierpnia 2008 | rekord Portugalii |